# Simon Cellan Jones
Simon Cellan Jones (1963) è un regista britannico.
È noto per aver lavorato in serie di successo come Boardwalk Empire - L'impero del crimine, I Borgia e Jessica Jones.

## Filmografia

### Cinema
- Some Voices (2000)
- The One & Only - È tutta colpa dell'amore (The One and Only, 2002)
- Eroica: Il giorno che cambiò per sempre la musica (Eroica, 2003)
- The Family Plan (2023)
- Arthur the King (2024)

### Televisione
- Metropolitan Police (The Bill) – serie TV, 2 episodi (1989-1990)
- Medics – serie TV, 2 episodi (1992)
- Screenplay – serie TV, 1 episodio (1992)
- Cracker – serie TV, 2 episodi (1993)
- Our Friends in the North – serie TV, 5 episodi (1995)
- Sherlock Holmes ed il caso della calza di seta (Sherlock Holmes and the Case of the Silk Stocking) – film TV (2004)
- The Trial of Tony Blair – film TV (2007)
- Generation Kill – miniserie TV, 3 puntate (2008)
- Paradox – miniserie TV, 3 puntate (2009)
- Boardwalk Empire - L'impero del crimine (Boardwalk Empire) – serie TV, 1 episodio (2010)
- Treme – serie TV, 2 episodi (2010-2011)
- I Borgia (The Borgias) – serie TV, 2 episodi (2011)
- How to Make It in America – serie TV, 3 episodi (2011)
- Magic City – serie TV, 4 episodi (2012-2013)
- The Politician's Husband – miniserie TV, 3 puntate (2013)
- Klondike – miniserie TV, 6 puntate (2014)
- Manhattan – serie TV, 1 episodio (2014)
- Bloodline – serie TV, 1 episodio (2015)
- Power – serie TV, 1 episodio (2015)
- Ballers – serie TV, 9 episodi (2015-2019)
- Jessica Jones – serie TV, 2 episodi (2015)
- Years and Years – miniserie TV, 4 puntate (2019)
- The Diplomat – serie TV, episodi 1x01-1x02 (2023)